# آیچا آیشین توران
آیچا آیشین توران (به ترکی استانبولی: Ayça Ayşin Turan، تلفظ ترکی استانبولی: [ɑjˈtʃɑ ajʃin tuɾɑn]؛ زادهٔ ۲۵ اکتبر ۱۹۹۲) بازیگر اهل ترکیه است. بیشتر به خاطر نقش‌های مریم در مجموعه تلویزیونی مریم، لیلا سانجاک در مجموعه تلویزیونی محافظ و جون سدفلی اوزگور در آدا ماسالی شناخته می‌شود.

## زندگی‌نامه و تحصیلات
آیچا آیشین توران ۲۵ اکتبر ۱۹۹۲ در شهر سینوپ ترکیه متولد شد. پدرش معلم و اهل شهر قسطمونی است. مادر توران اهل شهر سینوپ است. خانواده مادری او پس از فتح شهر توسط یونانی‌ها بعد از فروپاشی امپراتوری عثمانی، از سلانیک (سالونیک کنونی، یونان) به سرزمین اصلی ترکیه مهاجرت کردند. خانواده مادری او اصالتا اهل تونس هستند. او کوچک‌ترین فرزند از خانواده‌ای با هفت خواهر و برادر (پنج پسر و دو دختر) است.
توران در سنین جوانی به بازیگری و ویولن علاقه‌مند شد. او دوران دبیرستان را در سینوپ گذراند بعداً در رشته رادیو، تلویزیون و سینما در دانشکده ارتباطات، دانشگاه استانبول تحصیل کرد.

## فیلم‌شناسی

### سینما
| سال  | عنوان              | نقش  | توضیحات |
| ---- | ------------------ | ---- | ------- |
| ۲۰۱۵ | خطرناک دوست داشتنی | زلیش | انیمیشن |

### تلویزیون
| سال        | عنوان                        | نقش             | توضیحات      |
| ---------- | ---------------------------- | --------------- | ------------ |
| ۲۰۰۷       | نابخشوده                     |                 |              |
| ۲۰۰۷       | رویا و واقعیت                |                 |              |
| ۲۰۱۱-۲۰۱۳  | گوش کن عشقم                  | گلفام           | نقش مکمل     |
| ۲۰۱۳-۲۰۱۶  | رز سیاه                      | ادا ساموردی     | نقش مکمل     |
| ۲۰۱۴       | آفتابگردان                   | مروه            | نقش مکمل     |
| ۲۰۱۶       | دودمان طلایی                 | بورجو گونه‌باکان | نقش اصلی     |
| ۲۰۱۷-۲۰۱۸  | مریم                         | مریم آکچا       | نقش اصلی     |
| ۲۰۲۰       | زمستان سخت                   | فیروزه پینار    | نقش اصلی     |
| ۲۰۲۰       | دردسرساز (عارضه)             | هالیده گورکان   | نقش اصلی     |
| ۲۰۲۱       | با مدیر برنامه‌ام تماس بگیر   | خودش            | حضور افتخاری |
| ۲۰۲۱       | داستان جزیره                 | هازیران         | نقش اصلی     |
| ۲۰۲۲       | او سس ترکیه قسمت ویژه کریسمس | خودش            | میهمان       |
| درحال ساخت | کشور سوخته                   | سودا            | نقش اصلی     |
| 2023       | پیوندهای سرنوشت              | سودا            | نقش اصلی     |

### فیلم و سریال اینترنتی
| سال       | عنوان           | نقش         | پلتفرم  | توضیحات  |
| --------- | --------------- | ----------- | ------- | -------- |
| ۲۰۱۸_۲۰۱۹ | محافظ           | لیلا سانجاک | نتفلیکس | نقش اصلی |
| ۲۰۲۳      | شما باور می‌کنید | صحرا        | نتفلیکس | نقش اصلی |

### مجری
| سال  | عنوان              | نقش        | شبکه    | توضیحات           |
| ---- | ------------------ | ---------- | ------- | ----------------- |
| ۲۰۱۷ | جوایز پروانه طلایی | مجری مراسم | کانال د | مراسم اهدای جایزه |